# Thelymitra sarasiniana
Thelymitra sarasiniana är en orkidéart som beskrevs av Friedrich Fritz Wilhelm Ludwig Kraenzlin. Thelymitra sarasiniana ingår i släktet Thelymitra och familjen orkidéer.
Artens utbredningsområde är Nya Kaledonien. Inga underarter finns listade i Catalogue of Life.